# Calligra Suite
Calligra Suite es una suite ofimática y editor de artes gráficas desarrollado por KDE como bifurcación de KOffice en 2010. Está disponible para computadoras de escritorio, tabletas y smartphones. Contiene un procesador de textos, una hoja de cálculo, un programa de presentación, un gestor de bases de datos, un editor de gráficos vectoriales y una aplicación de pintura digital.
Calligra usa OpenDocument como el formato de archivo por defecto en la mayoría de aplicaciones y puede importar otros formatos como los de Microsoft Office. Calligra se basa en la Plataforma KDE y a menudo es usada con el entorno de trabajo Plasma.

## Plataformas soportadas

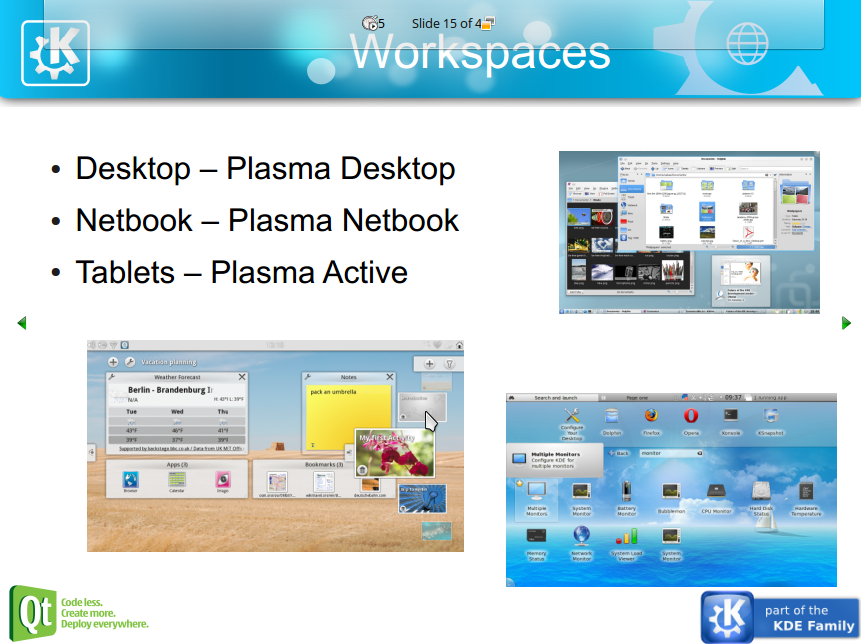
Calligra Active mostrando una presentación.

Calligra Suite se apoya sobre Qt y por lo tanto puede ser portada a cualquier plataforma compatible con Qt con relativa facilidad.

### Escritorio
La plataforma principal en la que funciona Calligra es en computadoras de escritorio. Está disponible para GNU/Linux, FreeBSD, OS X y Windows, siendo Linux el sistema operativo mejor soportado. Una versión del predecesor de Calligra, KOffice, fue portada al sistema operativo Haiku.
En la plataforma de escritorio están disponibles todas las características.

### Teléfonos inteligentes
Calligra Mobile es una versión para smartphones. Su principal objetivo es servir como visor de documentos para dispositivos con Maemo o su sucesor, MeeGo, pero también dispone de funciones de edición simples. Esta versión sólo incluye Words, Sheets y Stage.
Desarrollo se inició en el verano de 2009 y se mostró por primera vez durante Akademy / Desktop Summit 2009 por KO GmbH como un simple porte de KOffice para Maemo. Posteriormente Nokia contrató a KO para ayudarles con una versión móvil completa, incluyendo una interfaz de usuario para pantallas táctiles que fue presentada por Nokia durante la Maemo Conference en octubre de 2009. La primera versión alfa estaba disponible en enero de 2010. Junto con el lanzamiento del teléfono inteligente Nokia N9, Nokia lanzó su propio visor de documentos de oficina basado en Poppler y Calligra bajo licencia GPL.

### Tabletas
Calligra Active fue lanzado después de que la iniciativa Plasma Active proporcionara un visor de documentos similar a Calligra Mobile pero para tabletas. Al igual que Calligra Mobile, solo incluye Words, Sheets y Stage.
El 12 de enero de 2012, fue anunciada una versión experimental de Calligra para Android. Originalmente estaba basada en Calligra Mobile, pero la base fue cambiada a Calligra Active por motivos de rendimiento.

## Historia
| Principales lanzamientos | Principales lanzamientos | Principales lanzamientos                 |
| Versión                  | Fecha                    | Notas                                    |
| ------------------------ | ------------------------ | ---------------------------------------- |
| 2.4                      | 11 de abril de 2011      | Primer lanzamiento                       |
| 2.5                      | 13 de septiembre de 2012 | Versión para tabletas                    |
| 2.6                      | 5 de febrero de 2013     | Calligra Author                          |
| 2.7                      | New toolbox for Words    | 2013-08-01                               |
| 2.8                      | 2014-03-05               | Krita Gemini                             |
| 2.9                      | 2015-02-26               | Calligra Gemini                          |
| 3.0                      | 2017-01-15               | Remove Author, Stage, Flow, Braindump    |
| 3.1.0                    | 2018-02-01               | Words, Sheets, Karbon, Gemini, and Plan. |

Calligra Suite fue creada como resultado de la división de la comunidad KOffice en 2010, después de desacuerdos entre los desarrolladores principales. Después del arbitraje con los miembros de la comunidad varias aplicaciones fueron renombradas por ambas comunidades. La mayoría de los desarrolladores, todos menos uno, se unieron al proyecto Calligra. Las aplicaciones Kexi, Krita y KPlato y las interfaces de usuario para dispositivos móviles fueron completamente eliminadas de KOffice y sólo están disponibles en Calligra. Una nueva aplicación llamada Braindump ha sido añadida a Calligra después de la división y KWord fue reemplazado por el nuevo procesador de textos Calligra Words.
KOffice 2.3, lanzado el 31 de diciembre de 2010, junto con las versiones de corrección de errores posteriores (2.3.1 – 2.3.3) todavía eran fruto de la colaboración conjunta de los equipos de desarrollo de KOffice y Calligra. Según sus desarrolladores, esa versión era lo suficientemente estable para el uso real, y Karbon14, Krita y KSpread estaban recomendados para entornos de producción.
El 18 de mayo de 2011, el equipo de Calligra comenzó a lanzar instantáneas mensuales mientras se preparaba para el lanzamiento de Calligra 2.4.
La primera versión de Calligra Suite para Windows fue lanzada el 21 de diciembre de 2011. El paquete estaba etiquetado como «muy experimental» y «todavía no apto para el uso diario».
El equipo de Calligra originalmente programó publicar la versión final 2.4 en enero de 2012, pero los problemas de la función deshacer/rehacer de Words y Stage necesitaron una reescritura parcial y causaron una demora. Calligra 2.4 fue lanzado el 11 de abril de 2012. A partir de la versión 2.4, los desarrolladores de Calligra tienen como objetivo un ciclo de lanzamientos de cuatro meses.

## Componentes
|  | Words     | Un procesador de textos con hojas de estilos y soporte de marcos para la autoedición de diseños complejos. Es compatible con los documentos de Microsoft Word. Anteriormente era conocido como KWord. |
|  | Sheets    | Una hoja de cálculo con soporte de múltiples hojas, plantillas y más de 100 fórmulas matemáticas. Anteriormente era conocido como KSpread y Calligra Tables. |
|  | Stage     | Un programa de presentación con soporte de imágenes y efectos. Anteriormente conocido como KPresenter. |
|  | Kexi      | Una aplicación de administración de datos integrados, diseñada como un competidor de Microsoft Access y FileMaker. Puede ser utilizado para el diseño y la implementación de bases de datos, insertar y procesar datos y realizar consultas. Tiene compatibilidad limitada con el formato de archivo de MS Access. Incluye un diseñador de informes para reemplazar a Kugar. |
|  | Plan      | Un gestor de proyectos que puede crear diagramas de Gantt. Anteriormente era conocido como KPlato. |
|  | Braindump | Una aplicación de toma de notas y mapas mentales que se introdujo por primera vez en Calligra Suite 2.4. |
|  | Flow      | Un programa de dibujo diagramas de flujo programable con stencils cargables dinámicamente. Anteriormente era conocido como Kivio. |
|  | Karbon    | Una herramienta de dibujo vectorial con una variedad de herramientas de dibujo y edición. Anteriormente era conocido como Karbon14. |
|  | Krita     | Un programa de manipulación de imágenes rasterizadas principalmente diseñado como herramienta de dibujo con algunas características de edición de imágenes. Anteriormente era conocido como Krayon y KImageshop. |
|  | Author    | Una herramienta de creación de libros electrónicos similar a iBooks Author que puede exportar en formato EPUB. Fue introducida por primera vez en Calligra Suite 2.6. |

## Recepción
La recepción inicial poco después del lanzamiento de la versión 2.4 fue positiva. Bruce Byfield escribió en Linux Magazine: «Calligra necesitaba un primer lanzamiento impresionante. Tal vez sorprendentemente, y para el crédito del equipo de desarrollo, lo ha logrado en la versión 2.4», pero también señaló que «Words en particular, todavía se carece de características». Concluyó que «vale la pena estar atento al proyecto Calligra».
La publicación hermana de Alemania, LinuxUser 10/2012, evaluó Calligra 2.5 el 12 de septiembre de 2012. Su recepción fue mayormente positiva. La crítica negativa estaba centrada en la estabilidad de Words: «Durante nuestra evaluación, no hay ningún módulo Calligra que esté completamente libre de fallos, sin embargo los fallos en Words llegaron a una cantidad que no podemos recomendarla para uso general». El crítico Thomas Drilling en cambio elogió la usabilidad de Calligra, escribiendo: «El flujo de trabajo consistente, proporciona a menudo soluciones increíblemente intuitivas y la estructura de menús clara son bien recibidos». Luego concluyó: «La calidad de los distintos módulos varía: Mientras que Words muestra debilidades, el editor de imágenes Krita, la hoja de cálculo Sheets y el programa de presentaciones Stage nos ganó por completo. El editor de diagramas de flujo Flow permite con su amplia gama de plantillas que dibujar diagramas de flujo sea realmente fácil».

## Detalles técnicos
Las aplicaciones de Calligra son desarrolladas utilizando Qt y KDE Platform. Todos sus componentes son liberados bajo licencias de software libre y usan OpenDocument como su formato de archivo nativo siempre que es posible. Calligra es liberada de forma independiente al KDE Software Compilation.
Los desarrolladores de Calligra planean compartir toda la infraestructura que sea posible entre las aplicaciones para reducir los errores y mejorar la experiencia de usuario. Esto se consigue usando tecnologías como Flake y Pigment tanto como sea posible dentro de las aplicaciones. También quieren crear una biblioteca de OpenDocument para su uso en otras aplicaciones KDE que permitirá a los desarrolladores añadir fácilmente soporte para leer y dar salida a los archivos OpenDocument en sus aplicaciones. Automatizar tareas y extender la suite con funcionalidades personalizadas se puede hacer con D-Bus o con lenguajes interpretados como Python, Ruby y JavaScript.